# Сете Кама
Сетѐ Кама̀ (на френски: Setté-Cama) е град в Габон.
Разположен е на полуострова между лагуната Ндого и Атлантическия океан. Градът е близо до Национален парк „Лоанго“. Населението му е около 5000 жители.
През 16 век там е най-голямото европейско колониално морско пристанище, търгуващо с дървесина и слонова кост.